# Strumigenys lacacoca
Strumigenys lacacoca är en myrart som beskrevs av Brown 1959. Strumigenys lacacoca ingår i släktet Strumigenys och familjen myror. Inga underarter finns listade i Catalogue of Life.